# Campionati francesi di sci alpino 2018
I Campionati francesi di sci alpino 2018 si sono svolti a Châtel dal 20 al 27 marzo. Il programma ha incluso gare di discesa libera, supergigante, slalom gigante e slalom speciale, tutte sia maschili sia femminili, e combinata, solo maschile.
Trattandosi di competizioni valide anche ai fini del punteggio FIS, vi hanno partecipato anche sciatori di altre federazioni, senza che questo consentisse loro di concorrere al titolo nazionale francese.

## Risultati

### Uomini

#### Discesa libera
| Pos. | Atleta                   | Nazione | Tempo   |
| ---- | ------------------------ | ------- | ------- |
| 1    | Adrien Théaux            | Francia | 1:11,53 |
| 2    | Johan Clarey             | Francia | 1:11,61 |
| 3    | Nicolas Raffort          | Francia | 1:11,79 |
| 4    | Brice Roger              | Francia | 1:11,80 |
| 5    | Thomas Mermillod Blondin | Francia | 1:12,00 |
| 6    | Arnaud Alessandria       | Monaco  | 1:12,01 |
| 7    | Nils Allègre             | Francia | 1:12,03 |
| 8    | Blaise Giezendanner      | Francia | 1:12,10 |
| 9    | Maxence Muzaton          | Francia | 1:12,15 |
| 10   | Roy Piccard              | Francia | 1:12,49 |

Data: 22 marzo

Località: Châtel

Ore: 

Pista: 

Partenza: 1 720 m s.l.m.

Arrivo: 1 180 m s.l.m.

Dislivello: 540 m

Tracciatore: Xavier Fournier-Bidoz

#### Supergigante
| Pos. | Atleta                   | Nazione  | Tempo   |
| ---- | ------------------------ | -------- | ------- |
| 1    | Nils Allègre             | Francia  | 1:02,45 |
| 2    | Adrien Théaux            | Francia  | 1:02,86 |
| 3    | Blaise Giezendanner      | Francia  | 1:02,90 |
| 4    | Roy Piccard              | Francia  | 1:02,93 |
| 5    | Thomas Mermillod Blondin | Francia  | 1:03,16 |
| 6    | Brice Roger              | Francia  | 1:03,20 |
| 7    | Pierre Bugnard           | Svizzera | 1:03,23 |
| 8    | Victor Schuller          | Francia  | 1:03,36 |
| 9    | Maxence Muzaton          | Francia  | 1:03,54 |
| 10   | Baptiste Arnaud          | Francia  | 1:03,55 |

Data: 23 marzo

Località: Châtel

Ore: 

Pista: 

Partenza: 1 685 m s.l.m.

Arrivo: 1 180 m s.l.m.

Dislivello: 505 m

Tracciatore: Cyril Vieux

#### Slalom gigante
| Pos. | Atleta                | Nazione  | Tempo   |
| ---- | --------------------- | -------- | ------- |
| 1    | Victor Muffat Jeandet | Francia  | 2:06,27 |
| 2    | Alexis Pinturault     | Francia  | 2:07,00 |
| 3    | Thomas Fanara         | Francia  | 2:07,16 |
| 4    | Thibaut Favrot        | Francia  | 2:07,17 |
| 5    | Greg Galeotti         | Francia  | 2:07,22 |
| 5    | Joan Verdú            | Andorra  | 2:07,22 |
| 7    | Remy Falgoux          | Francia  | 2:07,42 |
| 8    | Alexandre Coltier     | Francia  | 2:07,64 |
| 9    | Amaury Genoud         | Svizzera | 2:07,65 |
| 10   | Pierre Bugnard        | Svizzera | 2:07,66 |

Data: 24 marzo

Località: Châtel

1ª manche:

Ore: 

Pista: 

Partenza: 1 500 m s.l.m.

Arrivo: 1 135 m s.l.m.

Dislivello: 365 m

Tracciatore: Jean-Michel Agnellet
2ª manche:

Ore: 

Pista: 

Partenza: 1 500 m s.l.m.

Arrivo: 1 135 m s.l.m.

Dislivello: 365 m

Tracciatore: Christophe Saioni

#### Slalom speciale
| Pos. | Atleta                | Nazione | Tempo   |
| ---- | --------------------- | ------- | ------- |
| 1    | Victor Muffat Jeandet | Francia | 1:30,25 |
| 2    | Robin Buffet          | Francia | 1:31,13 |
| 3    | Jean-Baptiste Grange  | Francia | 1:31,22 |
| 4    | Julien Lizeroux       | Francia | 1:31,26 |
| 4    | Alexis Pinturault     | Francia | 1:31,26 |
| 6    | Thibaut Favrot        | Francia | 1:32,60 |
| 7    | Victor Guillot        | Francia | 1:32,61 |
| 8    | Théo Letitre          | Francia | 1:32,64 |
| 9    | Axel Esteve           | Andorra | 1:32,94 |
| 10   | Léo Anguenot          | Francia | 1:33,19 |

Data: 25 marzo

Località: Châtel

1ª manche:

Ore: 

Pista: 

Partenza: 1 325 m s.l.m.

Arrivo: 1 135 m s.l.m.

Dislivello: 190 m

Tracciatore: Loïc Brun
2ª manche:

Ore: 

Pista: 

Partenza: 1 325 m s.l.m.

Arrivo: 1 135 m s.l.m.

Dislivello: 190 m

Tracciatore: Sébastien Brenier

#### Combinata
| Pos. | Atleta           | Nazione  | Tempo   |
| ---- | ---------------- | -------- | ------- |
| 1    | Nils Allègre     | Francia  | 1:39,71 |
| 2    | Florian Loriot   | Francia  | 1:40,60 |
| 3    | Evan Klufts      | Francia  | 1:40,85 |
| 4    | Sam Alphand      | Francia  | 1:41,03 |
| 5    | Amaury Genoud    | Svizzera | 1:41,10 |
| 6    | Sacha Fivel      | Francia  | 1:41,21 |
| 7    | Greg Galeotti    | Francia  | 1:41,29 |
| 8    | Pierre Bugnard   | Svizzera | 1:41,30 |
| 9    | Vito Cottineau   | Francia  | 1:41,37 |
| 10   | Gianluca Amstutz | Svizzera | 1:41,39 |

Data: 23 marzo

Località: Châtel

1ª manche:

Ore: 

Pista: 

Partenza: 1 685 m s.l.m.

Arrivo: 1 180 m s.l.m.

Dislivello: 505 m

Tracciatore: Cyril Vieux
2ª manche:

Ore: 

Pista: 

Partenza: 

Arrivo: 

Dislivello: 

Tracciatore: Jeff Piccard

### Donne

#### Discesa libera
| Pos. | Atleta               | Nazione   | Tempo   |
| ---- | -------------------- | --------- | ------- |
| 1    | Romane Miradoli      | Francia   | 1:42,63 |
| 2    | Esther Paslier       | Francia   | 1:42,74 |
| 3    | Madeleine Chirat     | Francia   | 1:42,98 |
| 4    | Tessa Worley         | Francia   | 1:43,57 |
| 5    | Laura Gauché         | Francia   | 1:43,86 |
| 6    | Karen Smadja-Clément | Francia   | 1:43,95 |
| 7    | Cande Moreno Becerra | Andorra   | 1:44,17 |
| 8    | Greta Small          | Australia | 1:44,19 |
| 9    | Erika Cantele        | Francia   | 1:44,46 |
| 10   | Anouk Bessy          | Francia   | 1:45,03 |

Data: 26 marzo

Località: Châtel

1ª manche:

Ore: 

Pista: 

Partenza: 1 720 m s.l.m.

Arrivo: 1 370 m s.l.m.

Dislivello: 350 m

Tracciatore: Alberto Senigagliesi
2ª manche:

Ore: 

Pista: 

Partenza: 1 720 m s.l.m.

Arrivo: 1 370 m s.l.m.

Dislivello: 350 m

Tracciatore: Alberto Senigagliesi

#### Supergigante
| Pos. | Atleta               | Nazione | Tempo   |
| ---- | -------------------- | ------- | ------- |
| 1    | Tessa Worley         | Francia | 1:04,17 |
| 2    | Romane Miradoli      | Francia | 1:04,61 |
| 3    | Esther Paslier       | Francia | 1:05,11 |
| 4    | Camille Cerutti      | Francia | 1:05,77 |
| 5    | Karen Smadja-Clément | Francia | 1:05,91 |
| 6    | Laura Gauché         | Francia | 1:05,92 |
| 7    | Cande Moreno Becerra | Andorra | 1:06,11 |
| 8    | Doriane Escané       | Francia | 1:06,31 |
| 9    | Anouk Errard         | Francia | 1:06,55 |
| 10   | Tifany Roux          | Francia | 1:06,56 |

Data: 27 marzo

Località: Châtel

Ore: 

Pista: 

Partenza: 1 620 m s.l.m.

Arrivo: 1 200 m s.l.m.

Dislivello: 420 m

Tracciatore: Lionel Pellicie

#### Slalom gigante
| Pos. | Atleta          | Nazione  | Tempo   |
| ---- | --------------- | -------- | ------- |
| 1    | Tessa Worley    | Francia  | 2:09,45 |
| 2    | Taïna Barioz    | Francia  | 2:10,46 |
| 3    | Clara Direz     | Francia  | 2:10,51 |
| 4    | Aline Danioth   | Svizzera | 2:10,57 |
| 5    | Jasmina Suter   | Svizzera | 2:11,16 |
| 6    | Doriane Escané  | Francia  | 2:11,22 |
| 7    | Joséphine Forni | Francia  | 2:11,78 |
| 8    | Stephanie Jenal | Svizzera | 2:11,96 |
| 9    | Elena Stoffel   | Svizzera | 2:12,35 |
| 10   | Camille Cerutti | Francia  | 2:12,51 |
| 10   | Laura Gauché    | Francia  | 2:12,51 |

Data: 25 marzo

Località: Châtel

1ª manche:

Ore: 

Pista: 

Partenza: 1 500 m s.l.m.

Arrivo: 1 135 m s.l.m.

Dislivello: 365 m

Tracciatore: Romain Velez
2ª manche:

Ore: 

Pista: 

Partenza: 1 500 m s.l.m.

Arrivo: 1 135 m s.l.m.

Dislivello: 365 m

Tracciatore: Ronan Coste

#### Slalom speciale
| Pos. | Atleta               | Nazione  | Tempo   |
| ---- | -------------------- | -------- | ------- |
| 1    | Nastasia Noens       | Francia  | 1:34,22 |
| 2    | Joséphine Forni      | Francia  | 1:34,35 |
| 3    | Mireia Gutiérrez     | Andorra  | 1:35,13 |
| 4    | Ninon Esposito       | Francia  | 1:35,39 |
| 5    | Núria Pau            | Spagna   | 1:35,44 |
| 6    | Karen Smadja-Clément | Francia  | 1:35,55 |
| 7    | Carole Bissig        | Svizzera | 1:35,90 |
| 8    | Léa Chapuis          | Francia  | 1:36,33 |
| 9    | Romane Miradoli      | Francia  | 1:36,35 |
| 10   | Anouk Errard         | Francia  | 1:36,52 |

Data: 24 marzo

Località: Châtel

1ª manche:

Ore: 

Pista: 

Partenza: 1 325 m s.l.m.

Arrivo: 1 135 m s.l.m.

Dislivello: 190 m

Tracciatore: Mathias Rolland
2ª manche:

Ore: 

Pista: 

Partenza: 1 325 m s.l.m.

Arrivo: 1 135 m s.l.m.

Dislivello: 190 m

Tracciatore: Alexandre Bourgeois